# Eddie Hopkinson
Eddie Hopkinson, né le 29 octobre 1935 à Wheatley Hill (Angleterre), mort le 25 avril 2004, était un footballeur anglais, qui évoluait au poste de gardien de but à Bolton Wanderers et en équipe d'Angleterre.
Hopkinson a encaissé vingt-quatre buts lors de ses quatorze sélections avec l'équipe d'Angleterre entre 1957 et 1959.

## Carrière
- 1951-1952 : Oldham Athletic
- 1952-1970 : Bolton Wanderers

## Palmarès

### En équipe nationale
- 14 sélections et 0 but avec l'équipe d'Angleterre entre 1957 et 1959.

### Avec Bolton Wanderers
- Vainqueur de la Coupe d'Angleterre de football en 1958.